# أستريد دي أبوتريت
الملكة أستريد أو أستريد ملكة أبوتريت (979 -1035) كانت ملكة سويدية من عهد الفايكنج وأميرة لغرب السلاف تزوجت أولوف سكوتكونوغ ملك السويد الذي حكم أثناء الفترة (1000-1022) وهي والدة أنوند يعقوب ملك السويد وخقانات روس والأميرة العظيمة أنجيجيرد أولوفسدوتر.

## حياتها
تقول الأسطورة أن أستريد تم أخذها إلى السويد كجائزة حرب من حرب وقعت في غرب السلاف في منطقة مكلنبورغ، وأن أباها قائد قبائل البولاب على الأرجح منحها للزواج كعرض للسلام، وقيل أنها أخذت معها للسويد مهرا عظيما، وظهر تأثر كبير في السويد بالسلاف في وقت خلافتها خاصة بين الحرفيين.
كان لزوجها جارية تسمى إيلدا والتي تنحدر من نفس منطقة الملكة أستريد والتي أخذت إلى السويد في نفس الوقت، عامل الملك إيلدا وأستريد نفس المعاملة ومنح ابنه وبنتيه من إيلدا نفس الميزات التي منحها لأبنائه من أستريد، رغم أنه تزوج من أستريد وجعلها ملكة.
تم تعميد مع زوجها وأبنائهم وعدد كبير من الطبقة الملكية السويدية في 1008 حين تحولت الأسرة الملكية السويدية إلى المسيحية، رغم أن الملك وعد باحترام حرية الديانة، لم تصبح السويد مسيحية حتى آخر الحروب الدينية بين إنجي الأكبر وبلوت وسواين بين 1084-1088.
كتب عنها المؤرخ سنوري سترلسون يقول أنها كانت غير لطيفة مع أولاد (إيموند، أستريد، هولمفريد) زوجها من جاريته إيلدا: " الملكة أستريد كانت متغطرسة وغير لطيفة اتجاه أبناء زوجها ولذلك أرسل الملك ولده إيموند إلى فيندلاند وبقي هناك حتى أرجعه أقارب من جهة أمه"، ولا يعلم الكثير حول أستريد كشخص وقال سنوري سترلسون أنها كانت تحب الترف والخيلاء وأنها كانت صارمة مع خدمها.

## الأولاد
- أنجيجيرد أولوفسدوتر (حوالي 1001-1054) الملكة الكبرى لكييف و خقانات روس سميت آنا وتزوجت من ياروسلاف الأول أمير نوفغورود وكييف.
- أنوند يعقوب (حوالي 1010-1050) ملك السويد وخليفة أبيه الملك أولوف في 1022.

## خلافة
| أستريدولد: 979 توفي: 1035   |                              |              |
| ملوك سويديون                |                              |              |
| سبقه أود هاكونسدوتير دي لاد | عقيلة ملكية سويدية 1000–1022 | تبعه غانهيدل |